# Kanton Neuville-de-Poitou
Der Kanton Neuville-de-Poitou war bis 2015 ein französischer Wahlkreis im Arrondissement Poitiers, im Département Vienne und in der Region Poitou-Charentes; sein Hauptort war Neuville-de-Poitou. Der letzte Vertreter im Generalrat des Départements war von 2004 bis 2015 Yves Rouleau (PS).
Der Kanton Neuville-de-Poitou war 169,32 km² groß und hatte 13.894 Einwohner (Stand: 1999), was einer Bevölkerungsdichte von rund 82 Einwohnern pro km² entsprach. Er lag im Mittel 121 Meter über Normalnull, zwischen 61 Metern in Marigny-Brizay und 158 Metern in Vendeuvre-du-Poitou.

## Gemeinden
Der Kanton bestand aus elf Gemeinden:
| Gemeinde            | Einwohner Jahr | Fläche km² | Bevölkerungsdichte | Code INSEE | Postleitzahl |
| ------------------- | -------------- | ---------- | ------------------ | ---------- | ------------ |
| Avanton             | 1.951 (2013)   | 10,8       | 181 Einw./km²      | 86016      | 86170        |
| Blaslay             | 570 (2013)     | 19,67      | 29 Einw./km²       | 86030      | 86170        |
| Chabournay          | 993 (2013)     | 5,84       | 170 Einw./km²      | 86048      | 86380        |
| Charrais            | 1.048 (2013)   | 14,63      | 72 Einw./km²       | 86060      | 86170        |
| Cheneché            | 357 (2013)     | 5,15       | 69 Einw./km²       | 86071      | 86380        |
| Cissé               | 2.651 (2013)   | 16,92      | 157 Einw./km²      | 86076      | 86170        |
| Marigny-Brizay      | 1.281 (2013)   | 20,81      | 62 Einw./km²       | 86146      | 86380        |
| Neuville-de-Poitou  | 5.336 (2013)   | 17,06      | 313 Einw./km²      | 86177      | 86170        |
| Vendeuvre-du-Poitou | 3.134 (2013)   | 41,62      | 75 Einw./km²       | 86281      | 86380        |
| Villiers            | 868 (2013)     | 10,87      | 80 Einw./km²       | 86292      | 86190        |
| Yversay             | 403 (2013)     | 5,95       | 68 Einw./km²       | 86300      | 86170        |